# Adriaen Coorte

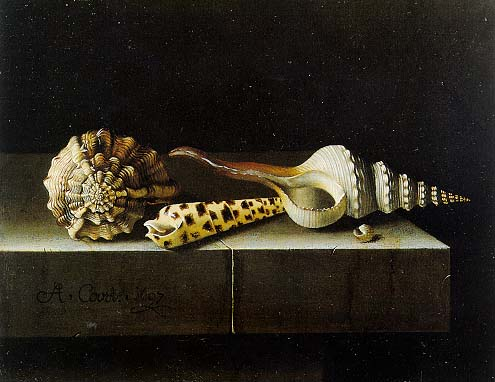
Stilleven met schelpen, 1697

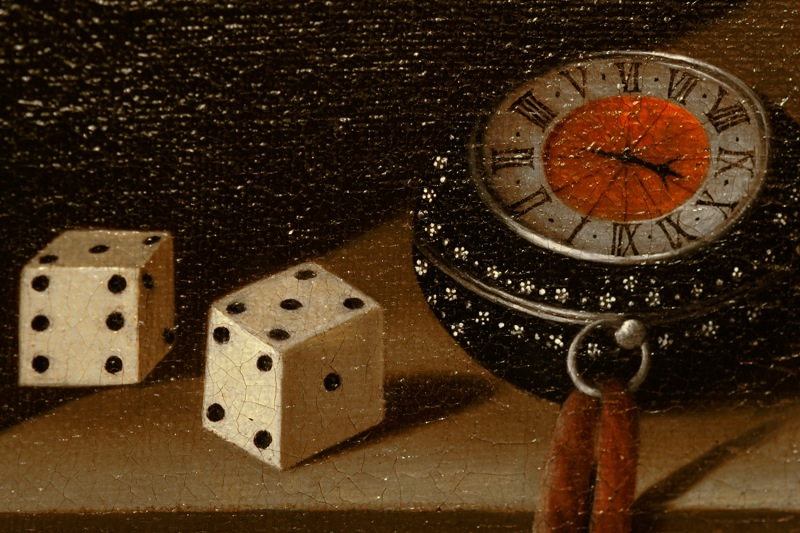
Vanitas

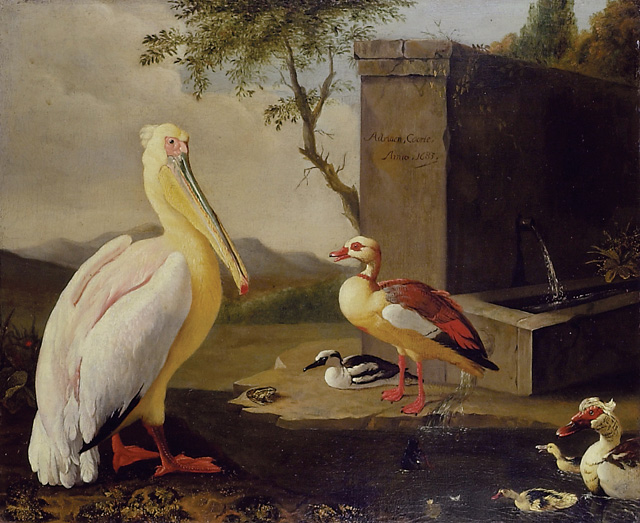
Pelikaan en eenden in een berglandschap of Oriëntaalse Vogels 1683.
Ashmolean Museum of Art and Archaeology, Oxford, Engeland

Adriaen Coorte (IJzendijke, tussen 1659 en 1664 – na 1707) is een Nederlands kunstschilder uit de 17e eeuw.

## Biografie
Weinig is er bekend over het leven van Coorte, maar zijn werk wordt wel bewonderd sinds zijn herontdekking in de jaren vijftig van de 20e eeuw, waarbij vooral Laurens J. Bol (1898-1994), directeur van het Dordrechts Museum, een rol speelde.
Hij werd tussen 1659 en 1664 geboren als tweede zoon van Cornelis Coorte en Petronella van Goch, waarschijnlijk in het magistraatshuis aan de Markt in IJzendijke, waar zijn ouders woonden. Zijn vader was griffier van IJzendijke. In 1675, na het overlijden van zijn vader, verhuisde zijn moeder met haar zoons naar de Gortstraat in Middelburg. Al vroeg ging Adriaen naar Amsterdam, waar hij rond 1680 werkte bij Melchior d'Hondecoeter, door wiens thema's (vogels en andere dieren) hij ook werd beïnvloed. Van 1683-1707 was hij actief als kunstschilder en werkte hij waarschijnlijk in Middelburg, waar hij vooral kleine stillevens maakte.

Er zijn enkele aanwijzingen dat Coorte in Middelburg woonde:
- In de boeken van het Sint-Lucasgilde wordt vermeld dat Coorte 1695 of 1696 een geldboete ontving. Hij had een schilderij verkocht zonder te zijn ingeschreven bij het gilde. Volgens De Jong & Platteel (2015) is dat juist een bewijs dat hij toen niet meer in Middelburg woonde. Hij zou destijds waarschijnlijk in Vlissingen gewoond hebben. Dat staven zij met de vondst van een archiefstuk van Jacob van Citters die sprak over een ‘BloemStuck door Coorde te Vlissingen’.
- Schilderijen van Coorte komen voor in Middelburgse boedelinventarissen uit de 18e en 19e eeuw.

De naam van Coorte komt echter ook in Zierikzee voor in de archieven.

## Werk en schilderstijl
Coorte schilderde vaak op papier dat op een houten paneel was geplakt.
In de vroegste stillevens koos Coorte vanitas als motief, dat de vergankelijkheid van het leven aantoonde (zoals schedels en zandlopers). Later verlaat hij dit motief en richt hij zich meer op de schoonheid van het stilleven. Coorte koos daarbij vaak één enkel onderwerp, bijvoorbeeld een enkele groente, of een schaal fruit. Veel schilderijen laten een stenen plint of tafel zien, waarop de voorwerpen liggen. De signatuur wordt wel geplaatst op het steen, alsof het ingegraveerd is.
Coorte schilderde wel varianten van hetzelfde werk. Van de asperges zijn bijvoorbeeld zeven varianten bekend. Maar van zijn "hazelnoten" bijvoorbeeld, bestaat slechts één versie.

## Werk van Coorte in musea
Het Rijksmuseum in Amsterdam heeft 'een bosje asperges' (1697) in zijn bezit. Een ander 'bosje asperges met rode bessen' (1696) hangt in de National Gallery of Art in Washington D.C.
Het Rijksmuseum en het Mauritshuis hebben samen vier schilderijen van hem in bruikleen, die beurtelings in Amsterdam en Den Haag hangen. Dit zijn schilderijen van aardbeien (1696), vijf abrikozen (1698), kruisbessen (1699) en perziken (1705), alle tegen een donkere achtergrond. In 2008 werden 35 werken bij elkaar gehaald voor een speciale tentoonstelling in het Mauritshuis: "Ode aan Coorte" van 23 februari t/m 8 juni 2008.
Het Zeeuws Museum in Middelburg bezit onder andere een vanitas, het Museum Flehite in Amersfoort een dierenstuk.
Het Dordrechts Museum wijdde in 1957 voor het eerst een tentoonstelling aan Coorte.
Het Centraal Museum in Utrecht wijdde van 8 maart t/m 1 juni 2003 een tentoonstelling aan Coorte, met als titel Adriaen Coorte. Meester van de monumentale eenvoud.

## Ontdekking
Op 21 september 2009 ontdekte veilinghuis Sotheby's twee stillevens van Adriaen Coorte (circa 1665-1707). Deze lagen in een la bij een familie die de schilderijtjes al meer dan 100 jaar in bezit had. Inclusief deze ontdekking zijn 66 werken van Coorte bekend.

## Voorbeelden van Coortes werk

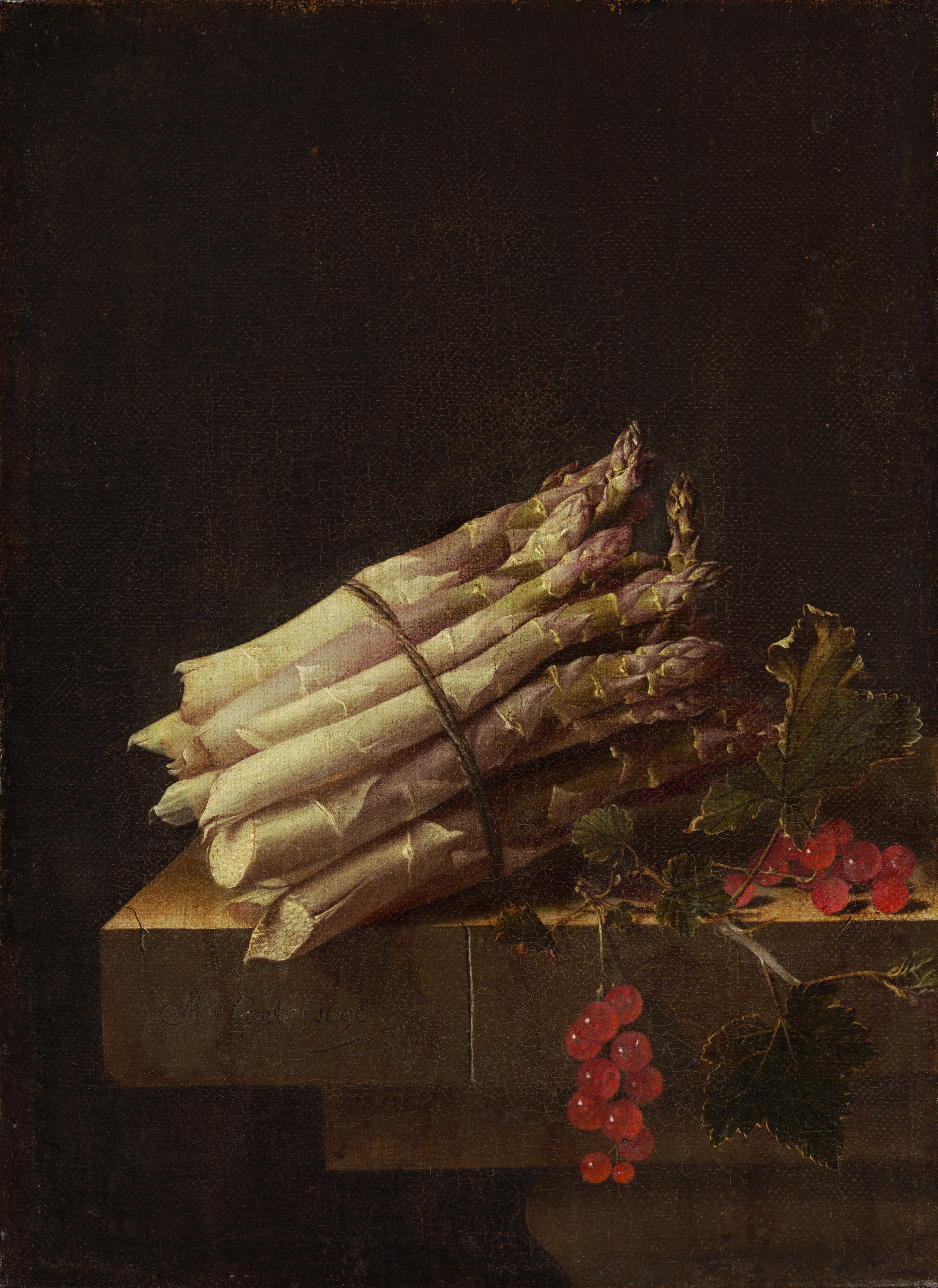
Asperges met aalbessen (1696) National Gallery of Art
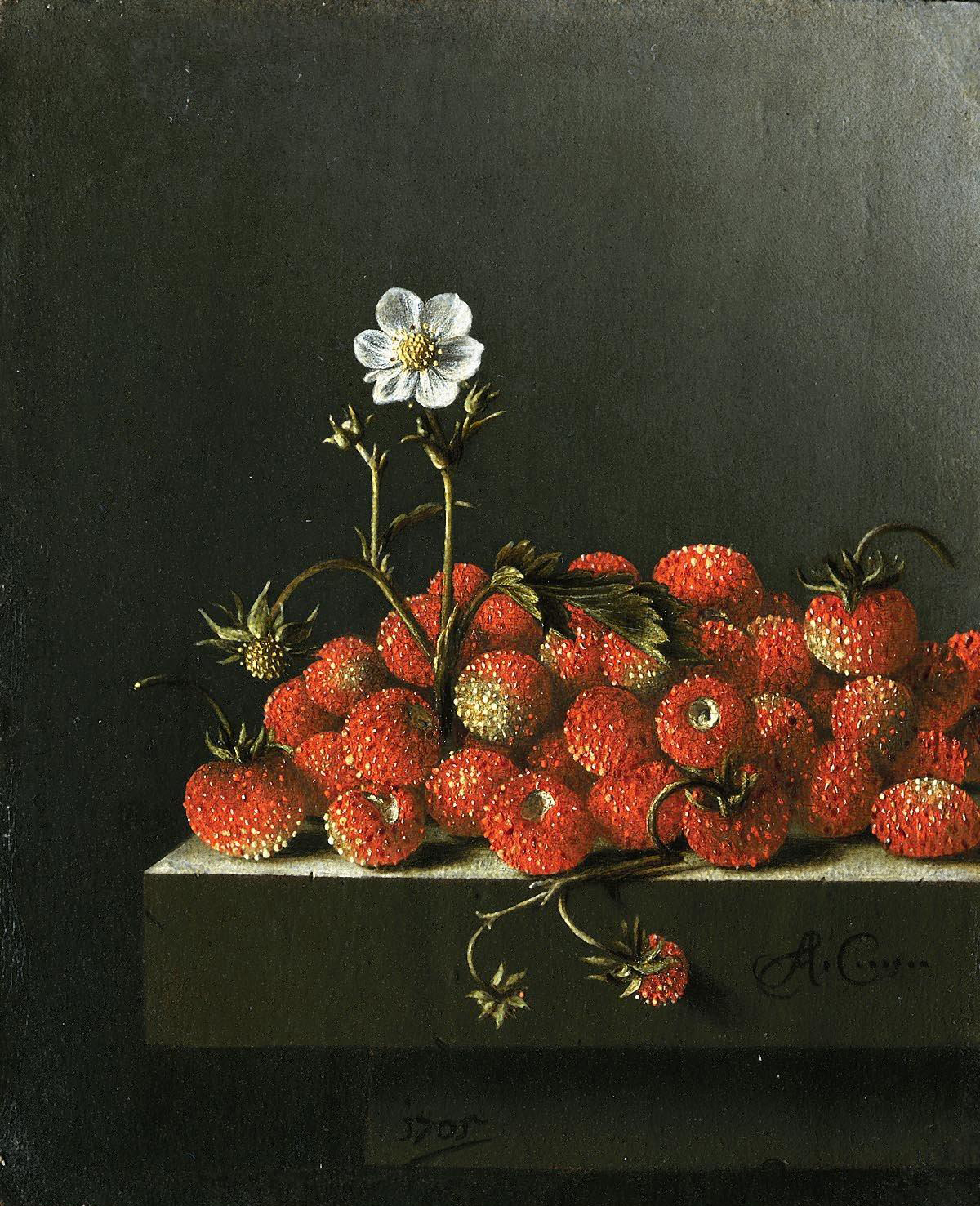
Aardbeien (1705) Mauritshuis
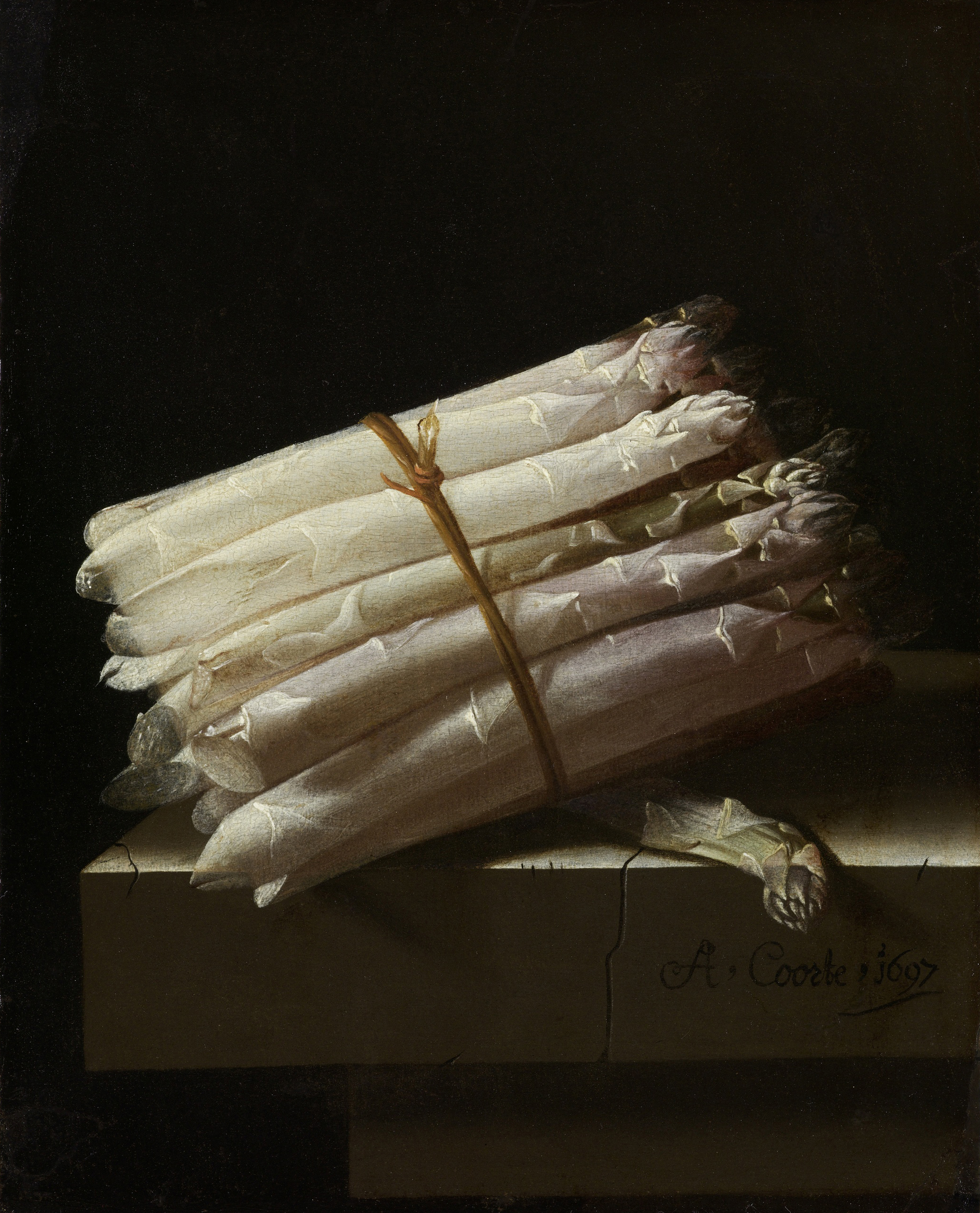
Asperges(1697) Rijksmuseum Amsterdam
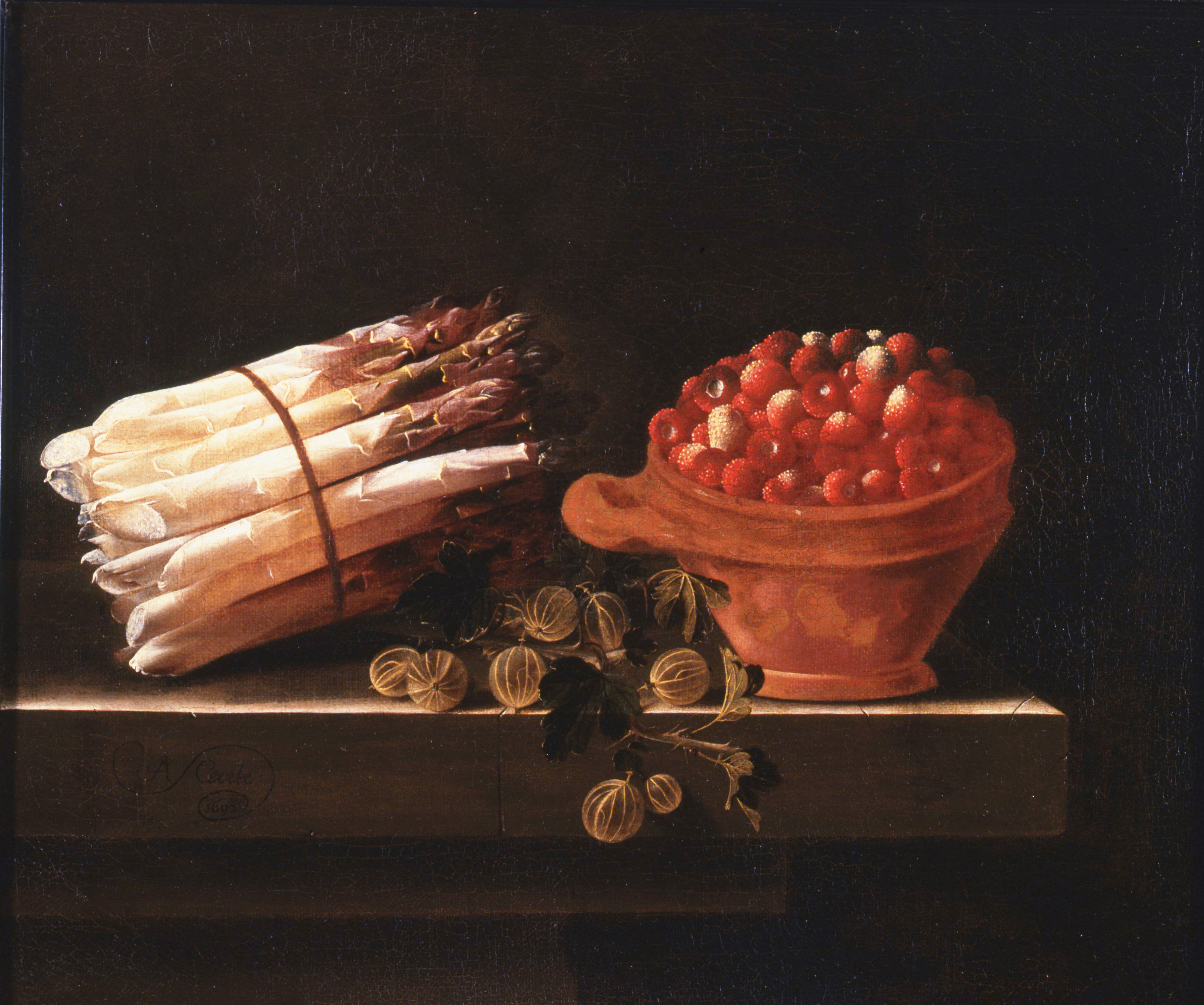
Asperges, kruisbessen, aardbeien (1698) Dordrechts Museum